# Xã Jackson, Quận St. Clair, Missouri
Xã Jackson (tiếng Anh: Jackson Township) là một xã thuộc quận St. Clair, tiểu bang Missouri, Hoa Kỳ. Năm 2010, dân số của xã này là 617 người.